# 催乳藤
催乳藤（学名：Heterostemma oblongifolium）为夹竹桃科醉魂藤属的植物。分布于老挝、越南以及中国大陆的云南、广西、广东等地，生长于海拔500米的地区，多生于山地疏散的杂树林中及灌木丛中，目前尚未由人工引种栽培。

## 别名
奶汁藤（广西）、长圆叶醉魂藤（广西植物名录）